# 2 Brygada Strzelców (URL)
2 Brygada Strzelców – oddział piechoty Armii Ukraińskiej Republiki Ludowej.

## Formowanie i zmiany organizacyjne
W wyniku rozmów atamana Symona Petlury z naczelnikiem państwa i zarazem naczelnym wodzem wojsk polskich Józefem Piłsudskim prowadzonych w grudniu 1919, ten ostatni wyraził zgodę na tworzenie ukraińskich jednostek wojskowych w Polsce.
20 lipca oficer sztabu Armii Czynnej płk Mykoła Burdun-Rykow otrzymał zadanie sformowania 2 Brygady Strzelców przeznaczonej do 5 Chersońskiej Dywizji Strzelców. Oficerowie mieli pochodzić z zapasowej brygady dywizji, a żołnierze z rejonów, w którym stacjonowała dywizja (Czerniatyn). Nabór ochotników wśród miejscowej ludności ukraińskiej nie przyniósł oczekiwanych rezultatów. Zgłosiło się tylko trzech chłopców w wieku 17–18 lat. Na bazie pododdziałów zapasowych udało się sformować jedynie niewielki sztab, oddział zaopatrzenia i kadry kurenia strzelców. 20 sierpnia brygada przeszła do Gwoźdźca, gdzie kontynuowała formowanie. Jednak wobec masowej dezercji żołnierzy z Galicji 2 Brygada Strzelców praktycznie przestała istnieć. Kilkunastu żołnierzy, którzy pozostali w szeregach Armii URL, zostało skierowanych do nowo utworzonej 13 Brygady Strzelców.

## Struktura organizacyjna
Organizacja brygady w sierpniu 1920
- dowództwo i sztab
- oddział zaopatrzenia
- kureń strzelców (kadry)

## Żołnierze oddziału
| Dowództwo jednostki       |                        |       |
| Stopień, imię i nazwisko  | Okres pełnienia służby | Uwagi |
| Dowódca pułku             |                        |       |
| płk Mykoła Burdun-Rykow   | 20 Vll – 29 VIII       |       |
| Szef sztabu               |                        |       |
| sot. Artur Huber-Macewycz | 20 VII – 29 Vlll       |       |